# Нофелден
Нофелден (на немски: Nohfelden) е община в Саарланд, Германия с 10 037 жители (към 31 декември 2013).
Образувана е на 1 януари 1974 г. чрез сливане на 13 преди самостоятелни общини.